# Parafia Przemienienia Pańskiego w Wawiórce
Parafia Przemienienia Pańskiego w Wawiórce – rzymskokatolicka parafia znajdująca się w diecezji grodzieńskiej, w dekanacie Lida, na Białorusi. Parafię prowadzą kanonicy regularni laterańscy prowincji polskiej, Kongregacji Najświętszego Zbawiciela. Jest to jedyna placówka tego zakonu na Białorusi.

## Historia
Pierwszy kościół w Wawiórce powstał w 1413. Nosił on wezwanie Trójcy Przenajświętszej. W XV w. istniały dwie parafie w Wielkiej i w Małej Wawiórce. W 1568 parafie zostały przejęta przez kalwinów. W 1648 dzięki misji jezuickiej powróciły do katolicyzmu. Świątynia w Wielkiej Wawiórce została rekonsekrowana pod wezwaniem św. Franciszki Rzymianki. Parafia w Małej Wawiórce wówczas zanikła. W latach 1840–1844 w miejsce drewnianego kościoła wzniesiono murowany. Parafia wzięła czynny udział w powstaniu styczniowym, a tutejszy proboszcz ks. Raimund Ziemacki za przeczytanie manifestu powstańców został 5 czerwca 1863 rozstrzelany na Łukiszkach w Wilnie. W XIX w. parafia należała do diecezji wileńskiej i dekanatów najpierw lidzkiego, a następnie raduńskiego.
Podczas I wojny światowej świątynia uległa zniszczeniu. W latach 20. i 30. XX w. wzniesiono obecny kościół, konsekrowany pod obecnym wezwaniem 13 listopada 1928. W latach międzywojennych parafia leżała w archidiecezji wileńskiej, w dekanacie Wasiliszki. Przed II wojną światową liczyła prawie 9000 wiernych.
Parafia funkcjonowała do czasu aresztowania proboszcza ks. Seweryna Janowskiego w 1949. Po wyjściu z gułagu w 1954 ks. Janowski powrócił do pracy duszpasterskiej w Wawiórce. Od 1958 w parafii nie było kapłana, a kościół został znacjonalizowany przez komunistów i służył jako stajnia, a następnie magazyn nawozów. Parafia ponownie zaczęła działać w 1975. W 1995 decyzją biskupa grodzieńskiego Aleksandra Kaszkiewicza została powierzona kanonikom regularnym laterańskim.